# تشارلز وليامز (عازف جاز)
تشارلز وليامز (بالإنجليزية: Charles Williams)‏ هو عازف جاز أمريكي، ولد في 18 يوليو 1932 في تينيسي في الولايات المتحدة.

## وصلات خارجية
- تشارلز وليامز على موقع ميوزك برينز (الإنجليزية)
- تشارلز وليامز على موقع أول ميوزيك (الإنجليزية)
- تشارلز وليامز على موقع ديسكوغز (الإنجليزية)